# Loudwater Cove
Die Loudwater Cove ist eine kleine, nach Westen ausgerichtete Bucht an der Südwestküste der Anvers-Insel im westantarktischen Palmer-Archipel. Sie liegt unmittelbar nördlich des Norsel Point. Sie ist die südlichste Nebenbucht der Wylie Bay.
Der Falkland Islands Dependencies Survey nahm 1955 eine Vermessung vor und benannte die Bucht nach dem donnernden Geräusch, mit der die Brandung in diese Bucht eindringt.